# Себінська (пам'ятка природи)
Се́бінська — ботанічна пам'ятка природи місцевого значення в Україні. Розташована на території Новоодеського району Миколаївської області, у межах Себинської сільської ради.
Площа — 11 га. Статус надано згідно з рішенням Миколаївської обласної ради № 11 від 12.03.1993 року задля охорони зональних угруповань формацій.
Пам'ятка природи розташована в долині річки Сухий Єланець між селами Новошмідтівка та Себине.
На території заповідного об'єкта зростають такі рідкісні види рослин: петрофітно-степові угруповання за участю ковил Лессінга, волосистої, української, шорсткої та Граффа, сону чорніючого, півників понтичних, шоломниці весняної, тюльпана Шренка, рястки Буше, рябчика руського.